# José Antonio Perelló Morales
José Antonio Perelló Morales (Játiva, 23 de febrero de 1929 - Valencia, ca.; 29 de mayo de 2020) fue un abogado, economista y político español. Presidente de la Diputación de Valencia (1970-1974). Colabró decisivamente para la llegada de Ford a Almusafes.

## Biografía
Hijo de Francisco Perelló de la Peña, notario de Játiva, y de Josefa Morales Morales. 
Se licenció en Ciencias Económicas y en Derecho por la Universidad Complutense de Madrid y en Marketing en la Universidad de Harvard. Fue subsecretario del Plan de Desarrollo bajo la dirección de Laureano López Rodó, procurador en Cortes Españolas de 1967 a 1974 (de 1967 a 1970 por el tercio familiar y de 1971 a 1974 por la diputación provincial).
Presidió la Diputación Provincial de Valencia de diciembre de 1970 a julio de 1974. Durante su mandato toleró las manifestaciones culturales en catalán y patrocinó el establecimiento de la factoría Ford en Almusafes. Apoyó el escrito de José María Adán García del 12 de agosto de 1976 solicitando la autonomía económica, administrativa y cultural de la región valenciana.
Durante la transición democrática abandonó el panorama político y la vida pública para dinamizar la sociedad civil valenciana desde instituciones como el Ateneo Mercantil de Valencia, del que fue presidente durante seis años (1969-1975), y la Real Sociedad Económica de Amigos del País. También fue miembro de la comisión de transferencias al Consejo del País Valenciano. Posteriormente ocupó la presidencia de la sociedad Valenciana de Recubrimientos.
Su último acto público fue su visita al Museo Valenciano de la Ilustración y la Modernidad (MuVIM) en julio de 2017, donde estuvo acompañado por Rafael Company, y Carmen Ninet, director y subdirectora del MuVIM. Allí contempló su retrato oficial como presidente de la corporación provincial, dentro de la muestra Las imágenes del poder.
Fue clarividente en el cambio del sistema comercial español, al implantar el supermercado en España, cuando todavía se funcionaba con la tienda de ultramarinos. Hizo el primer supermercado español en Ciudad Real. Siendo el germen de lo que tiempo después sería Superette de la mano de Abelardo Cervera, y Mercadona de Juan Roig Alfonso.
Casado con Delia Ferreres Carceller. El matrimonio tuvo cuatro hijos: Rosa, Francisco, Mª Jesús y Miguel Perelló Ferreres. Tenía seis nietos.
El 29 de mayo de 2020 se comunicó su fallecimiento a los 91 años, en su domicilio de Valencia.